# World (chanson de Lindita Halimi)
Pour les articles homonymes, voir World.
Chansons représentant l'Albanie au Concours Eurovision de la chanson
Fairytale
(2016) Mall
(2018)
World, ou Botë en albanais (en français « Monde ») est la chanson de Lindita Halimi qui représentera l'Albanie au Concours Eurovision de la chanson 2017 à Kiev, en Ukraine.